# Кашмірська мова
Кашмі́рська мова, або кашмі́рі (санскр. कॉशुर, कश्मीरी; кашм. کٲشر) — мова дардської групи індоєвропейської мовної сім'ї. Поширена головним чином в штаті Джамму та Кашмір (Індія), в так званій кашмірській долині — широкій міжгірській улоговині, розташованій між хребтами Малих і Великих Гімалаїв.
Окремі групи вихідців з Кашміру зустрічаються в окрузі Джамму штату Джамму і Кашмір, в інших штатах Індії, а також в Пакистані (в основному в так званому Азад Кашмірі — підконтрольній Пакистану частині колишнього князівства Джамму та Кашмір). Число носіїв — близько 7,1 млн.

## Історія
Початок писемної традиції на кашмірі нерідко імовірно відносять до XIV століття, проте в оригінальному вигляді тексти цього часу до нас не дійшли. Досить надійно письмова історія мови кашмірі простежується протягом приблизно трьох останніх століть.

## Писемність
Традиційна кашмірська писемність базувалася на арабському письмі в його перській модифікації з низкою додаткових знаків.
Невелика громада носіїв кашмірі, які сповідують індуїзм, у минулому користувалася також писемністю шарада, що походить зі староіндійського письма брахмі. В наш час[коли?] для кашмірі застосовується арабське письмо в модифікації урду, також забезпечене додатковими знаками.
З боку кашміромовних індусів робляться окремі спроби пристосувати для кашмірі індійське письмо деванагарі.

### Фонологічні відомості
Для системи голосних кашмірі характерна наявність розвинутого фонологічного середнього ряду. Передні голосні іноді розглядаються як варіанти голосних середнього ряду в позиції після палаталізованих або палатальних приголосних і йот. Протиставлення за тривалістю охоплює всі голосні фонеми.
Фонологічної назалізації голосних нема, проте поєднання типу «голосний + n» в середині слова перед приголосним фонетично реалізуються у вигляді назалізованих голосних.
Для системи приголосних характерна опозиція придихових і непридихових, що охоплює глухі змичні (на відміну від індоарійських мов, де вона найчастіше виявляється як у глухих, так і у дзвінких).
Відмінною особливістю кашмірської фонології є наявність опозицій за ознакою палаталізації і лабіалізації, що охоплюють всі приголосні фонеми крім палатальних (не приймають палаталізації) та лабіальних (не приймають лабіалізації). Є два ряди аффрикат — зубний і палатальний.
Як і у всіх інших мовах даного ареалу, у консонантній системі кашмірі представлений церебральний ряд, проте на відміну від більшості дардських мов, він включає тільки вибухові та не включає аффрикат і сибілянтів.

#### Склад
Найчастіші в кашмірі склади структури CVC. Відзначено також склади типу VC і CV. Склади з консонантними групами (VCC, CVCC, CCVC, CCVCC) досить рідкісні, за винятком складів з початковими сполученнями типу «приголосний + r» або ж з поєднаннями типу «n + приголосний» в позиції після голосного.

### Морфологія

#### Склад і характер морфологічних категорій
У мові є два граматичних роди — чоловічий і жіночий, чотири відмінки.

### Синтаксис

#### Структура речення
Кашмірі відноситься до мов зі структурою фрази SVO. Використовується ергативна схема побудови речень.

### Генетична і ареальна характеристики лексики
Основу кашмірської лексики складають споконвічні слова, багато з яких виявляють етимологічні відповідності в інших дардських мовах, особливо, в мовах східнодардської групи, куди входить кашмірі. У силу низки історичних причин у кашмірському словнику вельми висока частка запозичень.
Найбільше їх число проникло з перської (або, точніше, класичної новоперської) літературної мови, що багато століть була офіційною мовою Кашміру. Через перське посередництво у кашмірі проникла досить велика кількість арабських запозичень.
На іранізми і арабізми припадає основна частина кашмірської культурної лексики. Число таких запозичень продовжує зростати і в даний час: слова перського і арабського походження проникають в кашмірі за посередництвом урду, офіційної мови штату Джамму і Кашмір.
Значну частку лексики кашмірі становлять запозичення з індоарійських мов. Частина їх була засвоєна з урду, частина — з невідомої новоіндійської мови, близької до діалектів північно-західного Панджабі та мов орачі.
Індоарійськими запозиченнями є, наприклад, багато господарських термінів і назв предметів домашнього ужитку. У мові кашмірців-індусів є певна кількість запозичень з санскриту, головним чином індуїстських релігійних термінів.
Починаючи з другої половини XIX століття, сильний вплив на кашмірі має англійська мова.

## Відомості про діалекти
Діалекти кашмірі вивчені вкрай слабо. У Кашмірської долині зазвичай виділяють 3 діалектних ареали: Камраз (на півночі і заході), Мараз (на півдні і сході) і Ямраз (у районі столиці Кашміру Срінагара). Поширені в цих ареалах діалекти називають камразі, Маразі і ямразі відповідно.
Діалект Срінагара (ямразі) лежить в основі стандартної мови.
За межами власне Кашміру до кашмірських діалектів відносять каштаварі, поширений на півночі округу Джамму. При безсумнівній генетичній близькості до стандартного кашмірі каштаварі виявляє з останнім і чимало відмінностей на різних рівнях мови, що змушує вважати питання про можливість віднесення його до числа діалектів власне кашмірі відкритим.
Окрему проблему становлять поширені в окрузі Джамму сираджі і погулі, що раніше іноді розглядалися як перехідна ланка між кашмірі і сусідніми індоарійськими мовами. В наш час[коли?] видається ймовірним, що вони є мовами індоарійської групи, що зазнали сильного кашмірського впливу.
Ряд специфічних фонологічних, морфологічних і лексичних рис характерні для мови кашмірців-індусів. Це дозволяє говорити про індуську кашмірі як про окремий діалект кашмірської мови.